# 余谦六
余谦六（1895年7月—1991年10月21日），男，江苏镇江人，中華人民共和國工程學家。

## 生平
1919年，毕业于南洋公学电力科，1922年，在美国康乃尔大学获硕士学位。1923年回国。曾任交通大学、东北大学、北平大学、西北联大、北洋大学教授。1949年后，历任北京交通大学、北京大学、清华大学教授及系主任。
1991年10月21日，在北京逝世，享年97岁。